# 澳洲觸角䲁
澳洲觸角䲁（學名：Antennablennius australis），為輻鰭魚綱鳚形目䲁科觸角䲁屬的一種，分布於西印度洋紅海至南非伊莉莎白港海域，深度0至2公尺，本魚體長橢圓形，稍側扁，頭鈍短，頭部有觸鬚，上頜齒可自由活動，體淡藍灰色，身體有大約7條暗色的條紋，有數排白色圓點在身體後半部及背鰭軟條部與臀鰭，背鰭硬棘12枚、背鰭軟條13枚、臀鰭硬棘2枚、臀鰭軟條17-18枚，體長可達7公分，棲息在沿海岩岸淺水域，通常躲在洞穴，以藻類為食，雌魚產附著性卵，雄魚有護卵行為。